# Vestenötting
Vestenötting  (früher auch Festenöttig) ist eine Ortschaft und eine Katastralgemeinde der Stadtgemeinde Waidhofen an der Thaya im Bezirk Waidhofen an der Thaya im niederösterreichischen Waldviertel mit 52 Einwohnern (Stand 1. Jänner 2024).

## Geografie
Das nördlich der Stadt Waidhofen rechts an der Thaya liegende Dorf erstreckt sich längs der Landesstraße L8121, an der die Gebäude in einer Zeile liegen. Das Schloss Vestenötting befindet sich im Süden des Ortes. Am 1. April 2020 umfasste die Ortschaft 39 Adressen.

## Geschichte
Die Bevölkerung bestand ausschließlich aus Kleinhäuslern, die fast alle Weber waren, schrieb Schweickhardt über den Ort. Auf den Gründen um das Dorf baute die Herrschaft Korn, Hafer, Gerste, Erbsen, Erdäpfel, Rüben, Klee und andere Futterpflanzen an und in der herrschaftlichen Schäferei wurden über 500 Schafe versorgt.
Im Jahr 1822 wurde der Ort als Dorf mit 30 Häusern genannt, das nach Puch eingepfarrt war, wohin auch die Kinder eingeschult wurden. Die Herrschaft Waidhofen an der Thaya besaß die Ortsobrigkeit, übte die Landgerichtsbarkeit aus, besorgte die Konskription und hatte die Grundherrschaft inne. Laut Adressbuch von Österreich waren im Jahr 1938 in der Ortsgemeinde Vestenötting zwei Eier- und Butterhändler, ein Gastwirt und eine Schneiderin ansässig.

## Sehenswertes
- Schloss Vestenötting, Denkmalschutz (Listeneintrag).